# 耶律敖盧斡
耶律敖盧斡（？—1122年 ）辽国皇子。辽天祚帝长子，母文妃萧瑟瑟。

## 经历
幼年时便驰马善射。乾统年间过继给大丞相耶律隆运（？），乾统六年（1106年）封晋王。性格上喜欢说人长处，而少说别人短处。当时宫中见读书的人便加以斥黜。耶律敖卢斡曾入寝殿，见小底茶刺看书，就拿来观看。赶上诸王到来时，偷偷地放在袖子里，说：“勿令他人见也。”一时被称为长者。长大后，人气望，在朝廷内外都很得人心。保大元年（1121年），南军都统耶律余睹与其母文妃密谋立他为王，事情泄露，耶律余睹投降金国，文妃被处死，耶律敖卢斡实际上并未参与，免罪。保大二年（1122年），耶律撒八等又谋立他为王，未遂。辽天祚帝知道耶律敖卢斡得人心，不忍诛杀他，令缢杀他。有人劝他逃跑，敖卢斡曰：“安忍为蕞尔之躯，而失臣子之大节。”（怎么能够为了小小的躯体，却丧失掉臣子的大节呢。）于是就死了。听说了此事的人都很伤心。

## 评价
辽史论曰 ：“天祚不君，臣下谋立其子，适以杀之。敖卢斡重君父之命，不亡而死，申生其恭矣乎 ！”（天祚帝不守君道，臣下谋立他的儿子为王，他恰好借口杀掉了儿子。敖卢斡看重君父的命令，不逃跑而死，像申生一样的恭顺啊！）

## 传記資料
- 《辽史》卷72 列传第2